# Raión alemán de Molochansk
El raión alemán de Molochansk (en alemán: Deutscher Rayon Molotschansk; en ucraniano: Молочанський німецький район) fue un distrito nacional situado en la RSS de Ucrania, una de las repúblicas de la URSS, con capital en Molochansk.

## Historia
El raión alemán de Molochansk, se formó en 1924 como parte del ókrug de Berdiansk de la gobernación de Yekaterinoslav en el territorio de los antiguos vólosts de Bogdanovsk (en alemán: Gnadenfeld) y Molochansk (en alemán: Halbstadt). En 1925, en relación con la liquidación del ókrug de Berdiansk, el raión de Molochansk fue transferido al ókrug de Melitópol. 
En 1928, el raión alemán de Prishib fue anexionado al raión de Molochansk. En 1930, se abolió el sistema de distritos en la URSS y el raión alemán de Molochansk quedó directamente subordinado a la República Socialista Soviética de Ucrania. En 1932, el raión de Molochansk pasó a formar parte del óblast de Dnipropetrovsk y, en 1939, del óblast de Zaporiyia. En 1935, 11 consejos de aldea del raión alemán de Molochansk fueron trasladados al nuevo raión alemán de Rotfront. Por decreto del Presidium del Soviet Supremo de la RSS de Ucrania del 26 de marzo de 1939, el raión alemán de Molochansk, como la mayoría de los distritos nacionales de la URSS, fue abolido. Al mismo tiempo, su territorio se dividió entre los raiones de Tokmak, Melitópol y Mijáilivka.

## Demografía
En 1933, había veinte consejos aldeanos alemanes, cinco ucranianos y uno ruso en la zona.  

## Cultura
En los años 30 se publicaban en la zona los periódicos Deutscher Kollektivist, Für bolschewistische Kollektive y За більшовицькі колгоспи.